# Mutti (entreprise)
Pour les articles homonymes, voir Mutti.
Mutti - Industria Conserve Alimentari est une entreprise italienne fondée en 1899 et spécialisée dans les conserves alimentaires, en particulier dans le secteur de la tomate. Elle est située à Piazza di Basilicanova, un quartier de Montechiarugolo dans la province de Parme.

## Histoire
La société de conservation de tomates est fondée par Callisto et Marcellino Mutti sous le nom de Fratelli Mutti à la Piazza di Basilicanova[réf. non conforme].
En 1911, la marque « deux lions » est déposée commercialement et la société obtient son premier prix avec le certificat de la médaille d'or de première classe à l'Exposition internationale de l'industrie et de l'agriculture à Rome. En 1914, Mutti obtient le certificat de Grand-Croix[Quoi ?] et est inscrit au Gran Libro d'Oro dei Benemeriti del lavoro[réf. non conforme].
En 1922, au fur et à mesure que les techniques de conservation évoluent, Mutti commence à produire de la pâte à double concentration. Elle acquiert également un certain nombre d'entreprises du secteur l'entreprise continue en 1927[réf. non conforme].
En 1951, le tube pour pâte de tomate est développé par Ugo Mutti (le fils de Marcellino). 

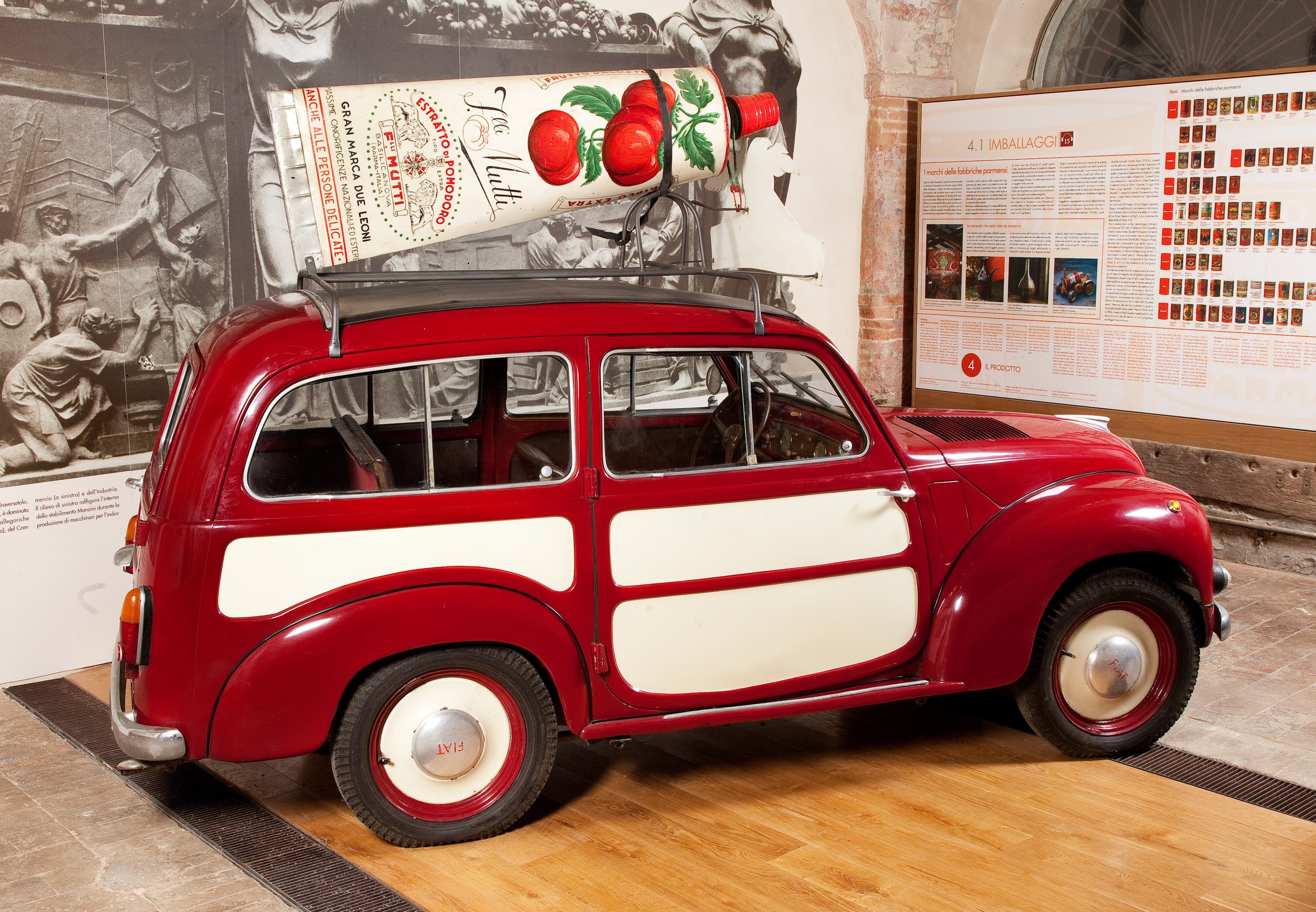
Automobile publicitaire Mutti vers 1954.

En 1994, Francesco Mutti est nommé PDG.
En 1999, l'entreprise devient la première à avoir ses produits certifiés avec lutte intégrée contre les ravageurs et sans OGM,.
En 2010, l'entreprise entame une collaboration[C'est-à-dire ?] avec le WWF afin de mener des recherches sur une production plus durable pour réduire les émissions de CO2 et l'empreinte eau au long de la chaîne d'approvisionnement[réf. non conforme],.
En collaboration avec la Faculté d'agriculture de l'Université de Plaisance et le laboratoire Lims de Verbania, Mutti développe en 2012 une méthodologie pour identifier l'origine géographique des matières premières, à partir d'une analyse des produits semi-finis[réf. non conforme],. 
En 2013, Mutti France est ouverte[réf. non conforme]. 
En 2016, la société acquiert une usine d'Oliveto Citra avec laquelle elle travaillait déjà pour la production de spécialités du sud[C'est-à-dire ?],.
En novembre 2017, la société acquiert Copador, un consortium qui opère dans le secteur de la transformation de la tomate à Collecchio,.